# Даєр (Невада)
Даєр (англ. Dyer) — переписна місцевість (CDP) в США, в окрузі Есмералда штату Невада. Населення — 232 особи (2020).

## Географія
Даєр розташований за координатами 37°39′22″ пн. ш. 118°1′41″ зх. д. / 37.65611° пн. ш. 118.02806° зх. д. (37.656131, -118.027994).  За даними Бюро перепису населення США в 2010 році переписна місцевість мала площу 84,39 км², з яких 84,16 км² — суходіл та 0,23 км² — водойми.

### Клімат
| Клімат : Даєр         | Клімат : Даєр | Клімат : Даєр | Клімат : Даєр | Клімат : Даєр | Клімат : Даєр | Клімат : Даєр | Клімат : Даєр | Клімат : Даєр | Клімат : Даєр | Клімат : Даєр | Клімат : Даєр | Клімат : Даєр | Клімат : Даєр |
| Показник              | Січ.          | Лют.          | Бер.          | Квіт.         | Трав.         | Черв.         | Лип.          | Серп.         | Вер.          | Жовт.         | Лист.         | Груд.         | Рік           |
| Середній максимум, °C | 7,8           | 11,1          | 15,0          | 19,4          | 24,4          | 30,0          | 33,9          | 32,8          | 28,3          | 21,7          | 13,9          | 8,3           | 20,6          |
| Середній мінімум, °C  | −8,9          | −5,6          | −3,3          | −0,6          | 3,9           | 8,3           | 11,7          | 10,6          | 6,1           | 0,0           | −5,6          | −9,4          | 0,6           |
| Норма опадів, мм      | 13            | 13            | 10            | 13            | 13            | 8             | 10            | 10            | 10            | 10            | 10            | 8             | 127           |
| --------------------- | ------------- | ------------- | ------------- | ------------- | ------------- | ------------- | ------------- | ------------- | ------------- | ------------- | ------------- | ------------- | ------------- |
| Джерело: Weatherbase  |               |               |               |               |               |               |               |               |               |               |               |               |               |

## Демографія
Згідно з переписом 2010 року, у переписній місцевості мешкало 259 осіб у 119 домогосподарствах у складі 74 родин. Густота населення становила 3 особи/км².  Було 183 помешкання (2/км²).
Расовий склад населення:
| - 83,4 % — білих - 5,8 % — корінних американців - 0,4 % — азіатів - 5,0 % — осіб інших рас |

До двох чи більше рас належало 5,4 %. Частка іспаномовних становила 20,8 % від усіх жителів.
За віковим діапазоном населення розподілялося таким чином: 18,1 % — особи молодші 18 років, 56,4 % — особи у віці 18—64 років, 25,5 % — особи у віці 65 років та старші. Медіана віку мешканця становила 49,3 року. На 100 осіб жіночої статі у переписній місцевості припадало 125,2 чоловіків;  на 100 жінок у віці від 18 років та старших — 116,3 чоловіків також старших 18 років.
Середній дохід на одне домашнє господарство  становив 43 627 доларів США (медіана — 32 250), а середній дохід на одну сім'ю — 54 374 долари (медіана — 44 583). За межею бідності перебувало 24,6 % осіб, у тому числі 0,0 % дітей у віці до 18 років та 26,4 % осіб у віці 65 років та старших.
Цивільне працевлаштоване населення становило 85 осіб. Основні галузі зайнятості: освіта, охорона здоров'я та соціальна допомога — 24,7 %, науковці, спеціалісти, менеджери — 22,4 %, мистецтво, розваги та відпочинок — 17,6 %, сільське господарство, лісництво, риболовля — 16,5 %.